# Gaius Valerius Laevinus
Gaius Valerius Laevinus (* um 220 v. Chr.; † nach 169 v. Chr.) entstammte der römischen Patrizierfamilie der Valerier und war 176 v. Chr. Suffektkonsul.

## Leben
Gaius Valerius Laevinus war ein Sohn des Konsuls von 210 v. Chr., Marcus Valerius Laevinus. Zwei seiner Brüder sind namentlich bekannt: der eine, der wie der Vater Marcus Valerius Laevinus hieß, war u. a. 182 v. Chr. Praetor inter cives et peregrinos, während der zweite, Publius Valerius Laevinus, nur durch eine Erwähnung des römischen Geschichtsschreibers Titus Livius bekannt ist, wonach er gemeinsam mit seinen zwei Brüdern 200 v. Chr. viertägige Leichenspiele für seinen verstorbenen Vater ausrichtete. Ferner war Gaius Valerius Laevinus ein Halbbruder des Konsuls von 189 v. Chr., Marcus Fulvius Nobilior, da dessen Mutter in zweiter Ehe Gemahlin des Konsuls von 210 v. Chr., Marcus Valerius Laevinus, gewesen war.
Nachdem Marcus Fulvius Nobilior in seinem Konsulat 189 v. Chr. die Führung des Kampfes gegen die Aitoler übertragen bekommen hatte, wurde er von Gaius Valerius Laevinus zur Belagerung des zum Aitolischen Bund gehörigen Ambrakia begleitet. Als die Aitoler Friedensgespräche mit den Römern aufnahmen, erhielten sie in Valerius einen eifrigen Verfechter ihrer Interessen beim Konsul. Dass Valerius als ihr Patron auftrat, lag darin begründet, dass sein Vater einst ein freundschaftliches Verhältnis zu den Aitolern geknüpft hatte. Fulvius gestand seinen Kriegsgegnern dann auch sehr vorteilhafte Bedingungen zu. Zehn Jahre später, 179 v. Chr., wurde Valerius zum Prätor gewählt und erhielt Sardinien zur Provinz. Dass er 177 v. Chr. ein zweites Mal Prätor geworden und diesmal Gallien vorgestanden sei, ist wohl eine unhistorische Nachricht des Livius.
Als der eine Konsul des Jahres 176 v. Chr., Gnaeus Cornelius Scipio Hispallus, bald nach seinem Amtsantritt starb, wurde Valerius bei der vom zweiten Konsul, Quintus Petillius Spurinus, geleiteten Nachwahl zum Suffektkonsul bestimmt. Er zog daraufhin auf den oberitalienischen Kriegsschauplatz, wo die Römer gegen die Ligurer kämpften, und stieß zu den von Petillius und dem Prokonsul Gaius Claudius Pulcher geführten Truppen. Da das 41. Buch des Geschichtswerks des Livius nur unvollständig überliefert ist und der Anteil des Valerius an den Kämpfen gerade in einer dieser Lücken gestanden hatte, ist darüber nichts Näheres bekannt. Nach den Triumphalakten erhielt Valerius keinen Triumph über die Ligurer bewilligt, hatte also offenbar in diesem Krieg, in dem Petillius sein Leben verloren hatte, keine größeren Erfolge errungen. Die Auguren suchten auch zu verhindern, dass Valerius am Ende seiner Amtszeit als Suffektkonsul allein die Wahlen für das nächste Jahr leitete.
174 v. Chr. gehörte Valerius einer fünfköpfigen römischen Delegation nach Griechenland an, die sich in Delphi bemühte, Streitigkeiten unter den Aitolern zu schlichten. Es gelang den Gesandten dann nicht, den makedonischen König Perseus zu sprechen. Als sie Anfang 173 v. Chr. nach Rom zurückkehrten, berichteten sie, dass Perseus Rüstungen für eine militärische Auseinandersetzung betreibe. Noch im gleichen Jahr 173 v. Chr. unternahm Valerius zusammen mit Gnaeus Lutatius Cerco, Quintus Baebius Sulca, Marcus Cornelius Mammula und Marcus Caecilius Denter eine erneute Gesandtschaftsreise in den griechischen Osten, um vor dem sich abzeichnenden Krieg mit Makedonien die dortigen Verhältnisse zu sondieren. Dass Valerius bereits nach seinem Besuch in Griechenland wieder heimgekehrt sei und nur seine Mitgesandten ihre Reise in das Ptolemäerreich sowie anschließend nach Syrien und Pergamon fortgesetzt hätten, dürfte falsch sein; wahrscheinlich wurde er erst aus Kleinasien zur Meldung seiner Erkundungen zurückgerufen. In Alexandria versicherten die Gesandten dem Hof Ptolemaios’ VI., dass sie zur Erneuerung der Freundschaft gekommen seien. Als Valerius wieder in Rom eintraf, befand sich in seiner Begleitung u. a. ein hochstehender Einwohner Brundisiums, Herennius Rammius, der dem Senat erzählte, er sei vom makedonischen König bestochen worden, Gesandte zu vergiften.
Letztmals taucht Valerius 169 v. Chr. in den Quellen auf, als die von ihm eingereichte Kandidatur um die Zensur erfolglos blieb. Nicht lange danach dürfte sein Tod eingetreten sein.